# Tevita Ofahengaue
Tevita Lotoatau Ofahengaue (né le 9 juillet 1975) est un propriétaire d'agence d'accueil. 
Il a également joué au football américain pour les Cougars de BYU au niveau universitaire. Il est sélectionné par la franchise des Cardinals de l'Arizona lors du dernier choix possible de la draft 2001 de la NFL, ce qui lui vaut le titre de  
Mr. Irrelevant 2001. Il ne disputera cependant aucun match professionnel en NFL.

## Biographie
Ofahengaue étudie à l'Université Brigham Young. Il y joue pendant quatre saisons (1997-2000)  au poste de tight end pour l'équipe de football américain des Cougars de BYU en NCAA Division I FBS. 
Il se présente ensuite à la draft 2001 de la NFL où il est sélectionné en 246e choix global par les Cardinals de l'Arizona. Ce choix étant le dernier de la draft, il est désigné Mr. Irrelevant 2001,. 
Il n'est pas retenu dans l'effectif final des Cardinals et est libéré avant le début de la saison régulière 2001. En 2002, il est signé par les Jaguars de Jacksonville et y reste durant l'inter-saison. Il est cependant également libéré avant le début de la saison régulière 2002. Il n'est plus resigné par la suite et ne jouera ainsi aucun match professionnel en National Football League.

## Vie privée
Ofahengaue vit dans l'Utah, avec sa femme Carey et leurs sept enfants. Lui et son épouse sont propriétaires d'une agence d'accueil privée, Crossroads Youth Services. Ofahengaue est directeur du personnel des joueurs de football à l'Université Brigham Young.

### Ennuis judiciaires
En juillet 2011, Ofahengaue et Reno Mahe ont été inculpés pour complicité dans le vol en 2010 de plus de 55 000 dollars en essence au préjudice d'une entreprise de construction. En janvier 2014, toutes les charges sont abandonnées et rejetées par la Cour et le juge Lindberg.